# Big Japan Pro Wrestling
La Big Japan Pro Wrestling è una federazione giapponese di wrestling fondata nel 1995, conosciuta principalmente per i suoi match particolarmente cruenti noti come Deathmatch.

## Storia
La Big Japan Pro Wrestling (BJW) è stata fondata dai wrestler AJPW Shinya Kojika e Kendo Nagasaki, e gestita ad oggi dal primo.
La federazione si è contraddistinta sin dal primo giorno per i suoi match violenti e molto crudi noti come deathmatch, dove si utilizzano oltre alle convenzionali armi del wrestling (come sedie e tavoli) anche altri oggetti come assi chiodate, filo spinato, tubi per lampade al neon e molti altri. Questi match a stipulazione molto particolare i primi tempi erano dovuti soprattutto al bisogno di coprire gli ammanchi di denaro per poter finanziare gli spettacoli.
Oltre tutto ciò nel 1998 Yoshihiro Tajiri ha vinto un torneo diventando il primo BJW World Junior Heavyweight Champion, creando quindi un netto distacco dalla parte violenta della BJW. Col passare del tempo sono stati istituiti anche titoli di coppia e femminili, che però sono stati in seguito ritirati.
Al giorno d'oggi la BJW è quindi divisa in tre categorie: i pesi massimi (Strong BJ), i pesi leggeri (Strong J), e ovviamente la divisione estrema (Deathmatch BJ).
La BJW ha in passato avuto collaborazioni con la Combat Zone Wrestling in America e la Westside Xtreme Wrestling in Germania.

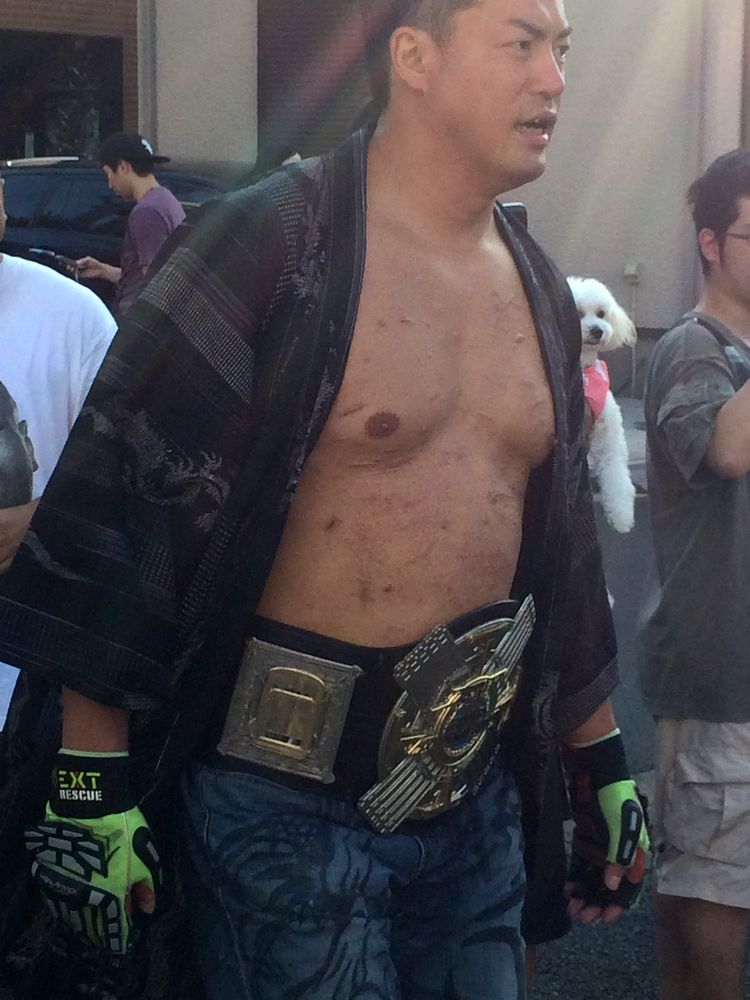
Il 7 volte campione Ryuji Ito con il BJW Deathmatch Championship.

Dopo che la BJW ha ritirato l'originale Heavyweight Championship in favore del  BJW Deathmatch Heavyweight Championship, nel 2012 Yoshihito Sasaki ha chiesto e ottenuto la creazione di un titolo per la sezione non estrema dei pesi massimi, diventando il primo BJW Strong Heavyweight Champion sconfiggendo Big Van Walter.

## Riconoscimenti

### Titoli
| Titolo                                               | Campione                                       | Luogo    | Data            |
| ---------------------------------------------------- | ---------------------------------------------- | -------- | --------------- |
| BJW Deathmatch Heavyweight Championship              | AKIRA                                          | Tokyo    | 29 marzo 2025   |
| BJW World Strong Heavyweight Championship            | Daichi Hashimoto                               | Yokohama | 5 maggio 2025   |
| BJW World Junior Heavyweight Championship            | Kosuke Sato                                    | Yokohama | 5 maggio 2025   |
| BJW Tag Team Championship                            | Ryuji Ito e Kankuro Hoshino                    | Tokyo    | 22 giugno 2025  |
| Yokohama Shopping Street 6-Man Tag Team Championship | Ryuji Ito, Abdullah Kobayashi, Kankuro Hoshino | Yokohama | 17 gennaio 2025 |

### Tornei
| Torneo                      | Ultimo Vincitore | Data             |
| --------------------------- | ---------------- | ---------------- |
| King of Deathmatch World GP | Akira            | 31 dicembre 2024 |
| Ikkitousen Strong Climb     | Leyton Buzzard   | 22 giugno 2025   |

## Roster

### Deathmatch BJ
| Ring name          | Real name           | Note                                                                   |
| ------------------ | ------------------- | ---------------------------------------------------------------------- |
| Abdullah Kobayashi | Yōsuke Kobayashi    | Yokohama Shopping Street 6-Man Tag Team Champion                       |
| AKIRA              | Alexander Atkinsson | Deathmatch Heavyweight Champion                                        |
| Daijyu Wakamatsu   | Daijyu Wakamatsu    |                                                                        |
| Dale Patricks      |                     |                                                                        |
| Drew Parker        | Drew Parker         |                                                                        |
| Hideyoshi Kamitani | Hideyoshi Kamitani  |                                                                        |
| Isami Kodaka       | Isami Kodaka        |                                                                        |
| Jaki Numazawa      | Naoki Numazawa      |                                                                        |
| Kankuro Hoshino    | Naotake Hoshino     | BJW Tag Team Champion Yokohama Shopping Street 6-Man Tag Team Champion |
| MadMan Pondo       |                     |                                                                        |
| Masashi Takeda     | Masashi Takeda      |                                                                        |
| Masaya Takahashi   | Masaya Takahashi    |                                                                        |
| Michio Kageyama    | Michio Kageyama     |                                                                        |
| Minoru Fujita      | Minoru Fujita       |                                                                        |
| Ryuji Ito          | Ryuji Ito           | BJW Tag Team Champion Yokohama Shopping Street 6-Man Tag Team Champion |
| Takumi Tsukamoto   | Takumi Tsukamoto    |                                                                        |
| Yuko Miyamoto      | Yuko Miyamoto       |                                                                        |
| Yuki Ishikawa      | Yuki Ishikawa       |                                                                        |
| Yusaku Ito         | Yusaku Ito          |                                                                        |

### Strong BJ

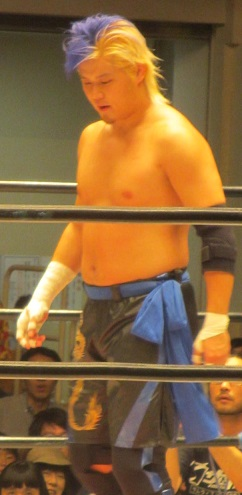
Daichi Hashimoto

| Ring name         | Real name         | Note                              |
| ----------------- | ----------------- | --------------------------------- |
| Daichi Hashimoto  | Daichi Hashimoto  | World Strong Heavyweight Champion |
| Daisuke Sekimoto  | Daisuke Sekimoto  |                                   |
| Hiroyuki Suzuki   | Hiroyuki Suzuki   |                                   |
| Kazumasa Yoshida  | Kazumasa Yoshida  |                                   |
| Kazumi Kikuta     | Kazumi Kikuta     |                                   |
| Kohei Sato        | Kohei Sato        |                                   |
| Ryota Hama        | Ryota Hama        |                                   |
| Shigehiro Irie    | Shigehiro Irie    |                                   |
| Takuya Nomura     | Takuya Nomura     |                                   |
| Takuho Kato       | Takuho Kato       |                                   |
| Yasufumi Nakanoue | Yasufumi Nakanoue |                                   |
| Yuichi Taniguchi  | Yuichi Taniguchi  |                                   |
| Yuji Okabayashi   | Yuji Okabayashi   |                                   |
| Yuya Aoki         | Yuya Aoki         |                                   |

### Strong J

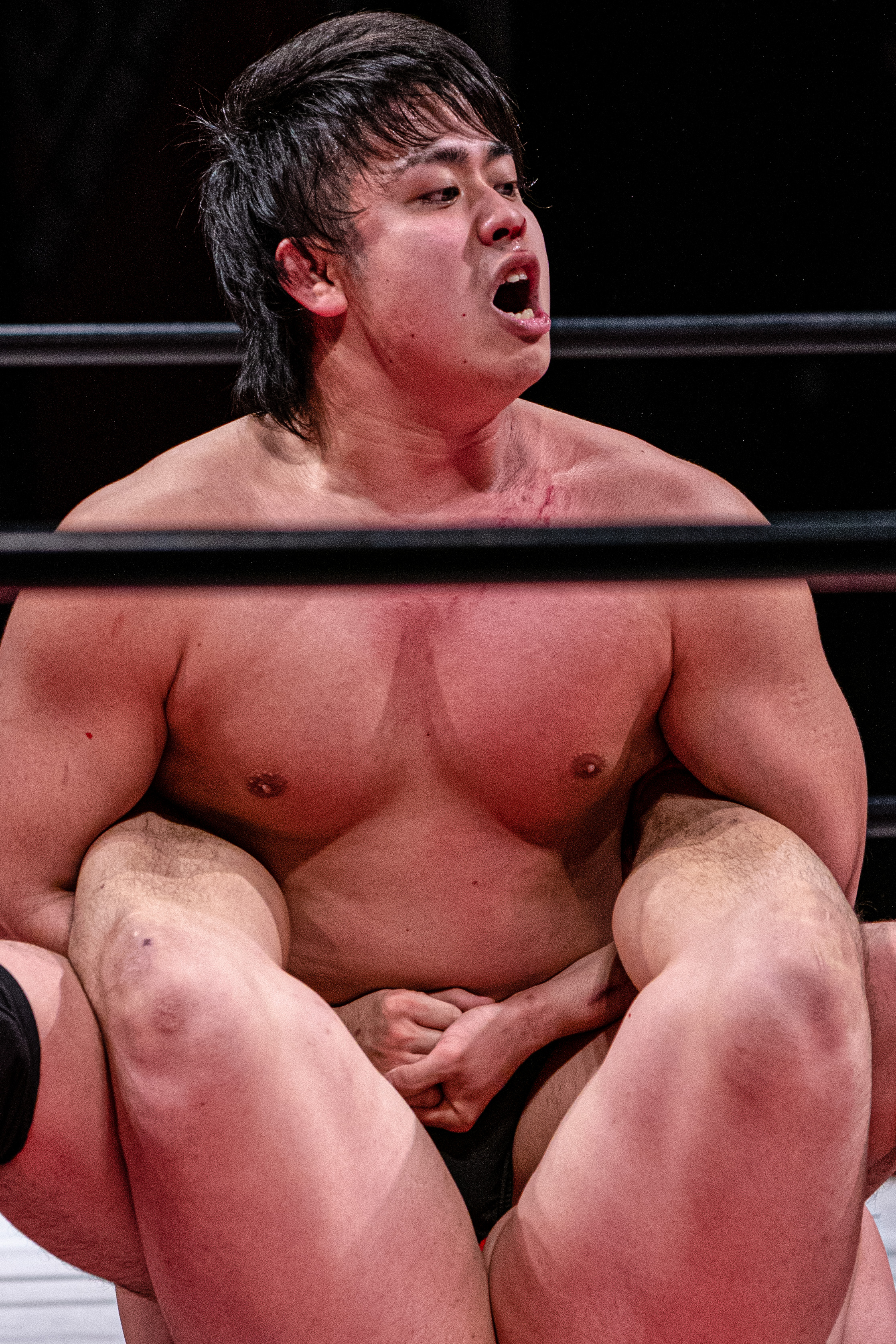
Kosuke Sato

| Ring name         | Real name        | Note                        |
| ----------------- | ---------------- | --------------------------- |
| Banana Senga      | Tatsuhito Senga  |                             |
| Chicharito Shoki  |                  |                             |
| Fuminori Abe      | Fuminori Abe     |                             |
| Koju Takeda       | Koju Takeda      |                             |
| Kosuke Sato       | Kosuke Sato      | Junior Heavyweight Champion |
| Kota Sekifuda     | Kota Sekifuda    |                             |
| Satsuki Nagao     | Satsuki Nagao    |                             |
| Takaaki Sato      | Takaaki Sato     |                             |
| Tatsuhiko Yoshino | Tatsuhiko Kimura |                             |
| Tomato Kaji       | Tomato Kaji      |                             |
| Tsutomu Osugi     | Tsutomu Osugi    |                             |
| Yuki Morihiro     | Masaki Morihiro  |                             |